# 江苏省边城监狱
江苏省边城监狱是江苏省人民政府司法厅监狱管理局的直辖单位，位于句容市边城镇小茅山。
1985年时，由原江苏省古城少年犯管教所、国营小茅山陶瓷厂组建，历称江苏省第二少年犯管教所、江苏省第二少年管教所、江苏省第二未成年犯管教所。2008年11月，改称现名。2011年时，曾与镇江中学签署共建德育教育基地和对未成年犯实施帮教的协议，双方有合作关系。至2018年8月，边城监狱已连续29年实现无脱逃、无狱内重特大案件、无重大疫情、无工伤死亡责任事故的“四无”目标，保持江苏省监狱系统“四无”时间最长纪录。
2012年及之前，在国家统计局网站统计中，所在区域以江苏省第二少年管教所之名列为句容市的一个类似乡级单位。